# Kidane Tadasse
Kidane Tadasse (né le 1er janvier 1987 à Adi Bana) est un athlète érythréen spécialiste des courses de fond.
Ses meilleurs temps sont :
- 5 000 m : 13 min 13 s 17 à Huelva en 2008
- 10 000 m : 27 min 6 s 16 à Neerpelt le 31 mai 2008.